# Elettaria cardamomum
Il cardamomo verde (Elettaria cardamomum (L.) Maton) è una pianta della famiglia delle Zingiberaceae. Esistono due varietà di questa specie che vengono utilizzate come spezia: il cardamomo di Malabar (Elettaria cardamomum var. cardamomum) e il meno pregiato cardamomo di Ceylon (Elettaria cardamomum var. major). Solitamente se ne utilizzano i semi e talvolta l'intero frutto essiccato.

## Descrizione

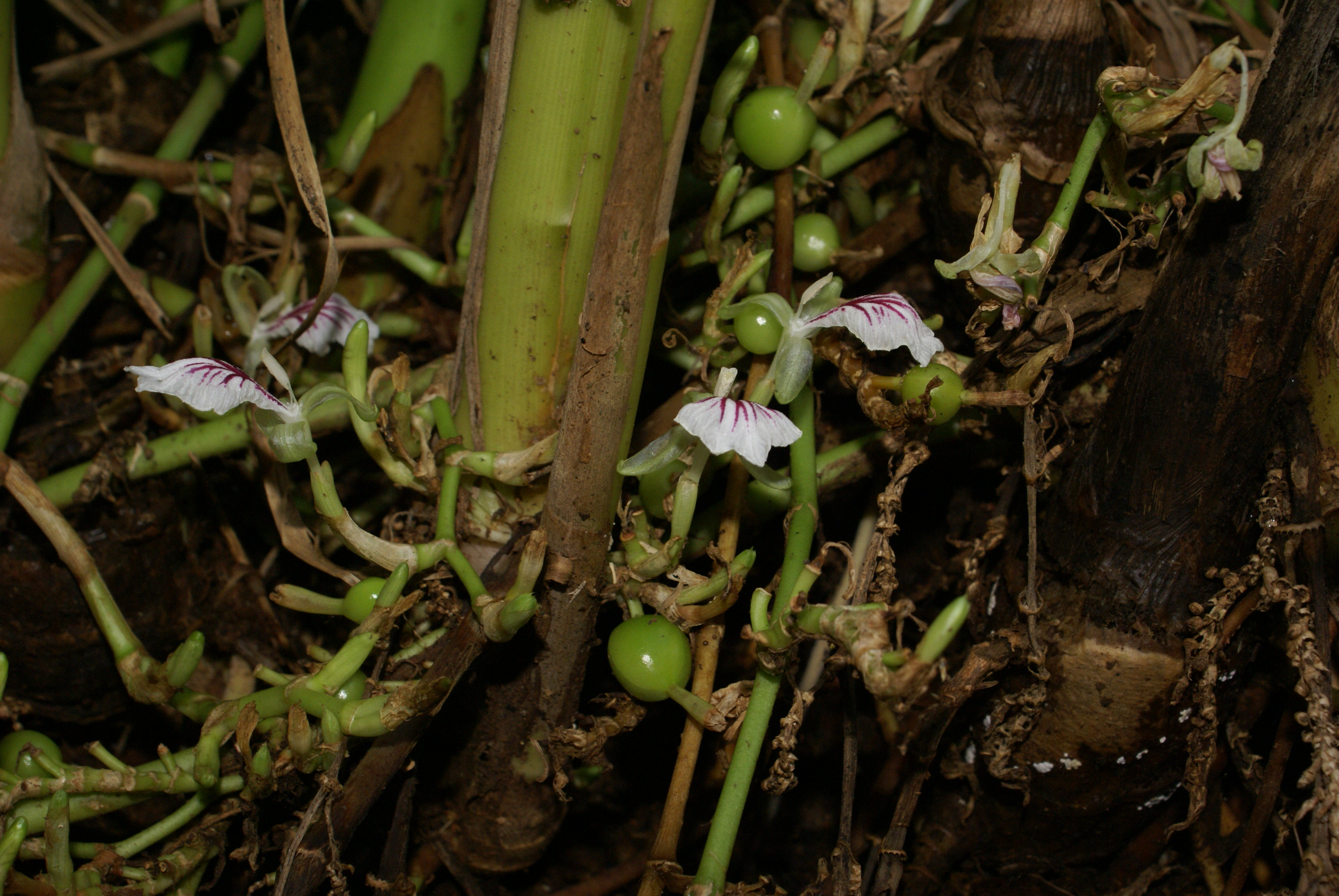
Infiorescenza con fiori

Elettaria cardamomum è una pianta erbacea perenne e raggiunge solitamente un'altezza di 2-3 metri, occasionalmente fino a 5,5 metri. Presenta un rizoma con forti radici si forma come organo di immagazzinamento. Le foglie sono lanceolate.
Lo stelo dell'infiorescenza cresce da un germoglio laterale che si insinua sopra il terreno e raggiunge un'altezza fino a 1,5 metri. I fiori sono riuniti in infiorescenze a pannocchia. I fiori, ermafroditi e zigomorfi, sono tripartiti con doppio perianzio. Il labello è la parte più evidente del fiore.
I frutti sono delle capsule trilobate di colore verdastro-giallastro. In ciascun compartimento del frutto sono presenti da quattro a otto semi di forma irregolare, di colore bruno.

## Origine
Il cardamomo è originario dell'India meridionale, dello Sri Lanka, dell'Iraq e della Thailandia. Anche il Guatemala è oggi un importante paese esportatore e altri paesi produttori includono Tanzania, Madagascar, Papua Nuova Guinea e Vietnam.

## Usi

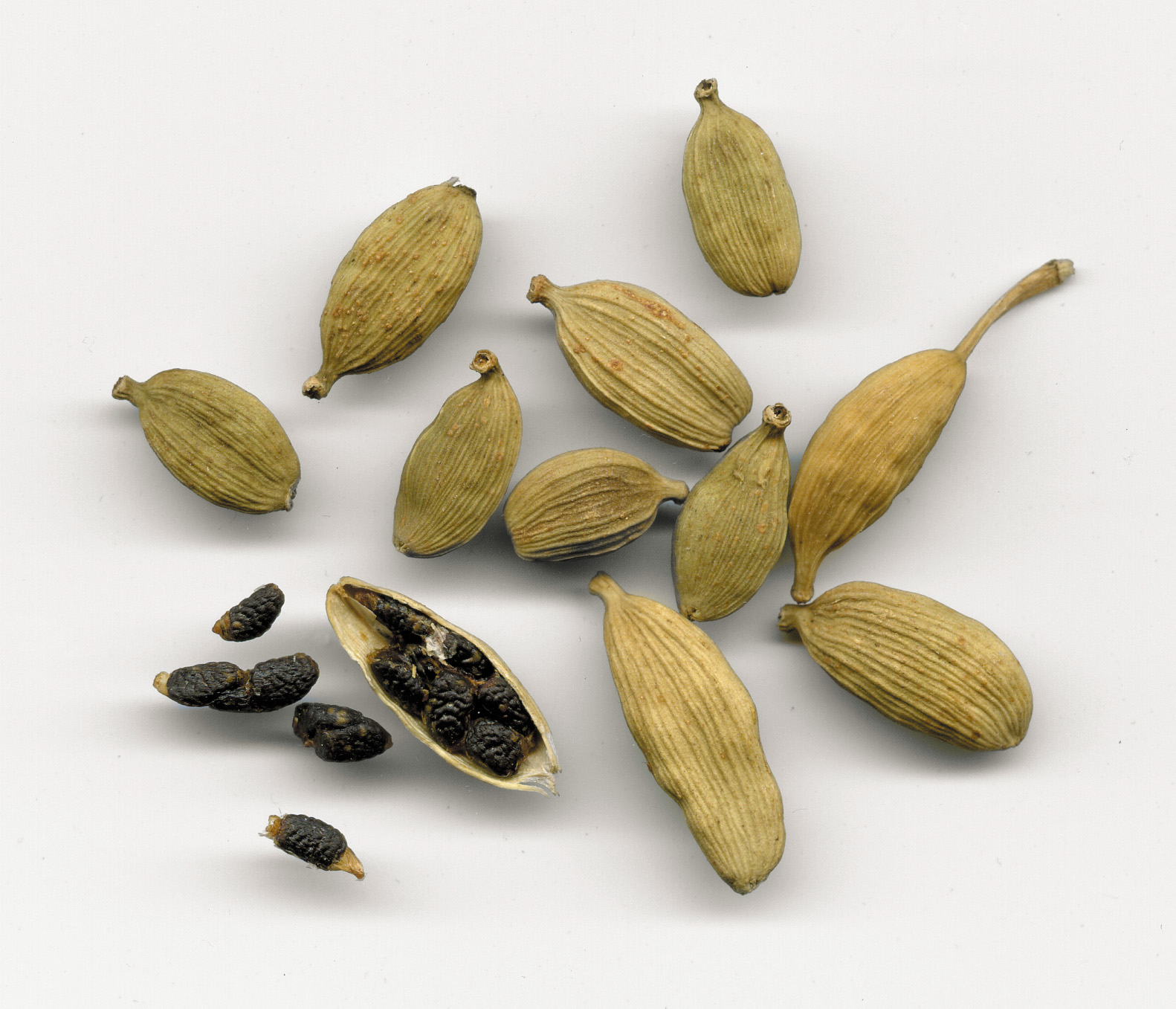
Capsule di cardamomo

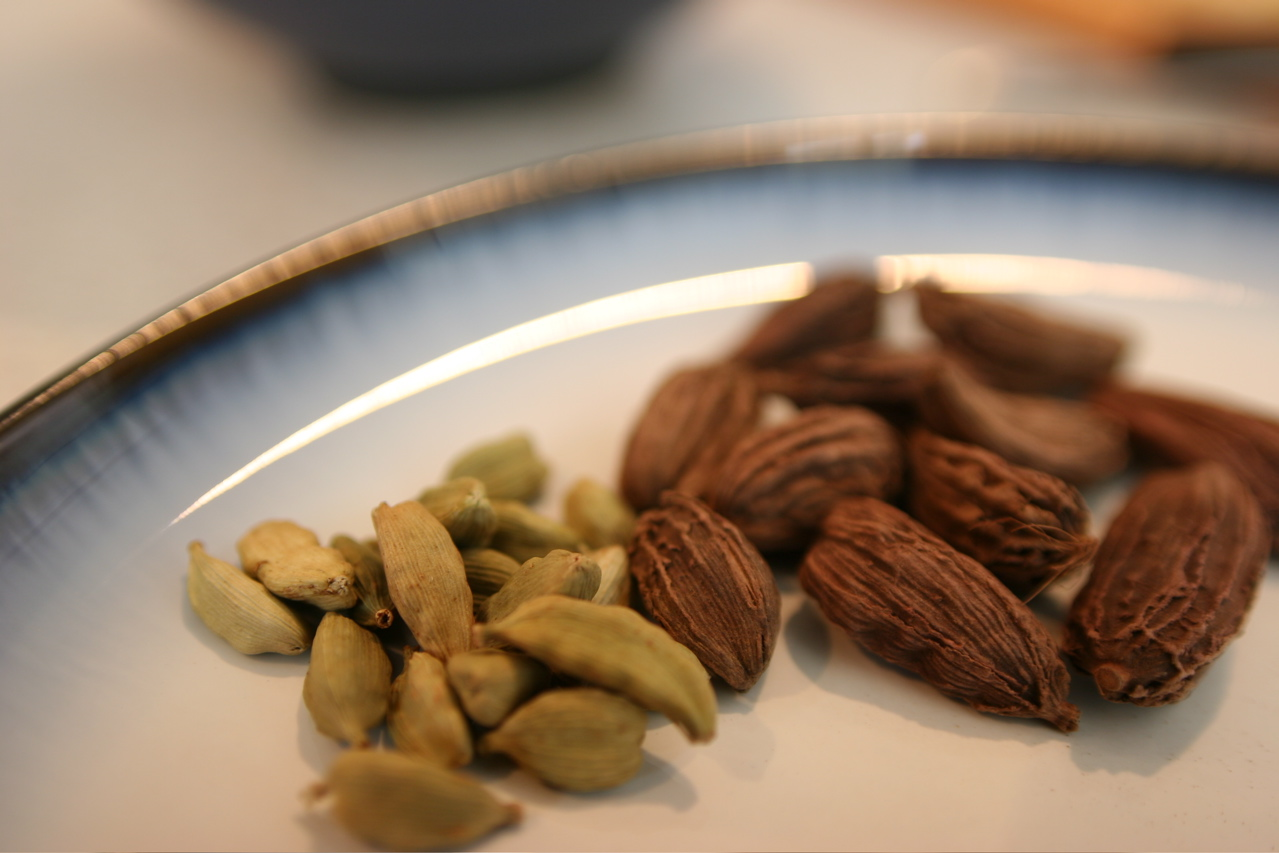
Cardamomo verde e nero (Amomum subulatum) a confronto

Il cardamomo è un tipo di spezia. Le capsule di cardamomo vengono raccolte a mano poco prima della maturazione, per evitare l'apertura spontanea delle capsule e la perdita dei semi. Nei paesi arabi si dice che il cardamomo abbia un effetto afrodisiaco.

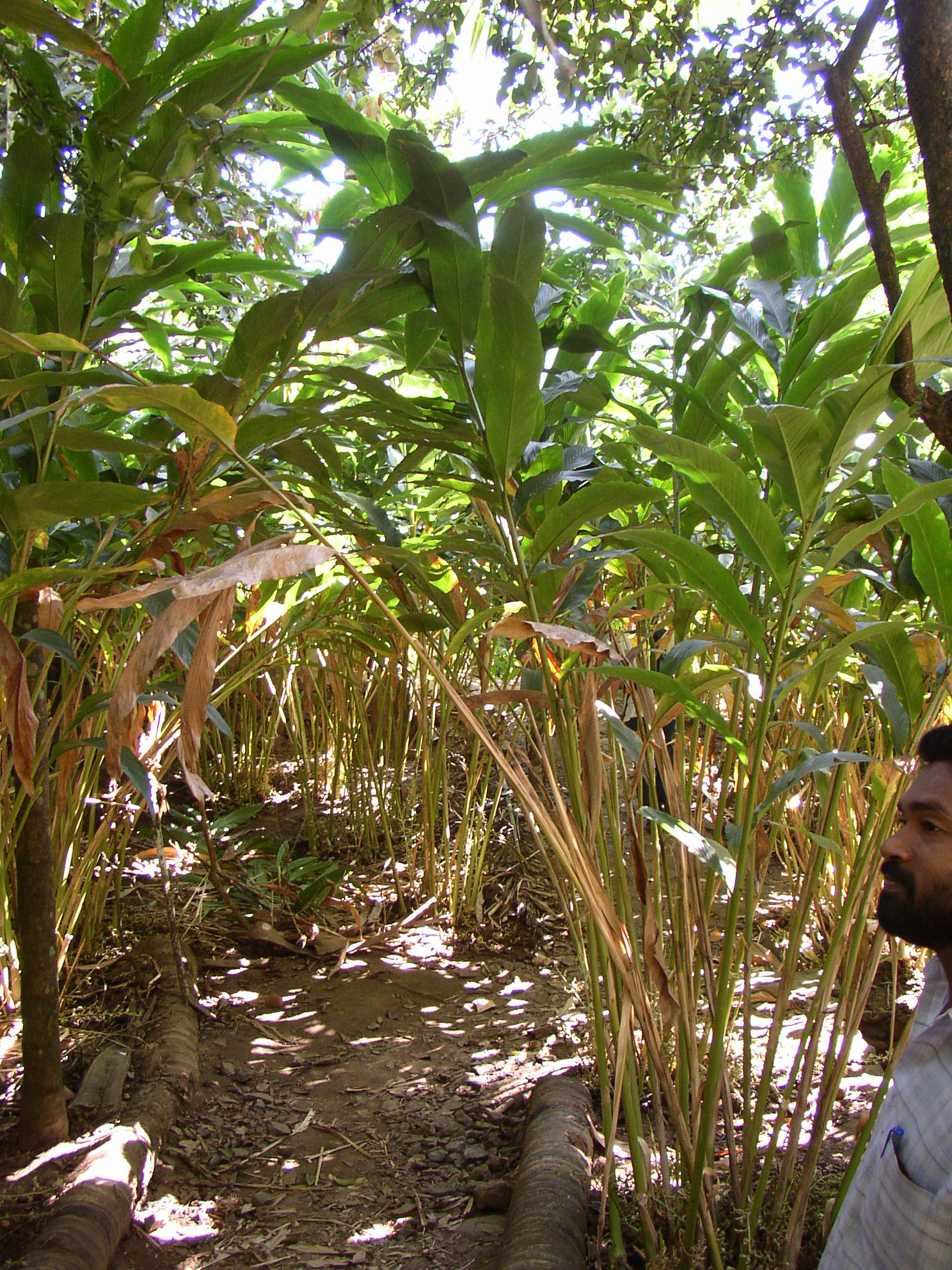
Piantagione di cardamomo, piante mature, l'infiorescenza è radente al terreno.

I semi contengono un olio essenziale che conferisce loro un aroma dolce e speziato. Poiché esso evapora facilmente, si preferiscono le capsule intere alla polvere di cardamomo - che di solito contiene anche le bucce insipide dei frutti - e si schiacciano o macinano i semi solo quando necessario. La buccia viene rimossa e il seme viene frantumato. Si può riconoscere il buon cardamomo dal colore verde delle capsule e dal colore bruno dei semi.
I semi di cardamomo sono una spezia comune nella cucina asiatica e araba. Sono l'ingrediente principale dei masala indiani e del curry in polvere a base di essi, così come del masala chai. Il dolce ayurvedico laddu, a base di ghee, contiene anche cardamomo. Nella cucina europea la spezia viene utilizzata principalmente nei biscotti natalizi come il pan di zenzero e gli speculoos, ma anche negli insaccati, nei liquori, nel cioccolato e come componente di miscele di spezie. In Scandinavia il cardamomo è anche un ingrediente tipico dei prodotti da forno dolci (es. kanelbulle svedese o pulla finlandese) e nel vin brulè (glögg). Quando si prepara il caffè turco, spesso si aggiunge il cardamomo alla miscela di caffè. Nonostante abbia un nome simile, il cosiddetto cardamomo nero (Amomum subulatum) viene utilizzato esclusivamente per piatti salati.